# Communauté de communes du Pays de Limours
La Communauté de Communes du Pays de Limours (CCPL) est une structure intercommunale française située dans le département de l’Essonne et la région Île-de-France.

## Historique
Évolution du district rural du canton de Limours créé le 9 novembre 1964,, la communauté de communes du Pays de Limours a été créée par l’arrêté du préfet de l’Essonne du 17 décembre 2001 mis en œuvre au 31 décembre 2001. 
L'intercommunalité intègre le 27 décembre 2002, la commune de Saint-Maurice-Montcouronne, puis à compter du 29 décembre 2006 à Angervilliers.

## Territoire communautaire

### Géographie
| Type d'occupation           | Pourcentage | Superficie (en hectares) |
| --------------------------- | ----------- | ------------------------ |
| Espace urbain construit     | 9,7 %       | 1 161,91                 |
| Espace urbain non construit | 5,7 %       | 684,51                   |
| Espace rural                | 84,5 %      | 10 077,57                |
| Source : Iaurif-MOS 2008    |             |                          |

La communauté de communes du pays de Limours est située au centre-ouest du département de l’Essonne. Son altitude varie entre cinquante-quatre mètres à Saint-Maurice-Montcouronne et cent soixante-dix-huit mètres à Pecqueuse. Alors que le Nord du territoire est relativement urbain, le Sud reste rural.

### Composition
La communauté de communes est composée des 14 communes suivantes :

| Nom                        | Code Insee | Gentilé          | Superficie (km2) | Population (dernière pop. légale) | Densité (hab./km2) |
| -------------------------- | ---------- | ---------------- | ---------------- | --------------------------------- | ------------------ |
| Briis-sous-Forges (siège)  | 91111      | Briissois        | 10,86            | 3 375 (2022)                      | 311                |
| Angervilliers              | 91017      | Angervilliérois  | 9,01             | 1 720 (2022)                      | 191                |
| Boullay-les-Troux          | 91093      | Boullaisiens     | 4,8              | 632 (2022)                        | 132                |
| Courson-Monteloup          | 91186      | Montelupins      | 3,74             | 570 (2022)                        | 152                |
| Fontenay-lès-Briis         | 91243      | Fontenaysiens    | 9,72             | 2 322 (2022)                      | 239                |
| Forges-les-Bains           | 91249      | Forgeois         | 14,58            | 4 138 (2022)                      | 284                |
| Gometz-la-Ville            | 91274      | Gometziens       | 9,86             | 1 512 (2022)                      | 153                |
| Janvry                     | 91319      | Janvryssois      | 8,24             | 649 (2022)                        | 79                 |
| Limours                    | 91338      | Limouriens       | 14,25            | 6 408 (2022)                      | 450                |
| Les Molières               | 91411      | Molièrois        | 7,02             | 1 935 (2022)                      | 276                |
| Pecqueuse                  | 91482      | Pescusiens       | 7,4              | 567 (2022)                        | 77                 |
| Saint-Jean-de-Beauregard   | 91560      | Bellinagardinois | 3,97             | 471 (2022)                        | 119                |
| Saint-Maurice-Montcouronne | 91568      | Saint-Mauriciens | 9,03             | 1 540 (2022)                      | 171                |
| Vaugrigneuse               | 91634      | Valgrigniens     | 6,06             | 1 451 (2022)                      | 239                |

### Démographie
| 1968  | 1975   | 1982   | 1990   | 1999   | 2007   | 2012   | 2017   | 2021   |
| ----- | ------ | ------ | ------ | ------ | ------ | ------ | ------ | ------ |
| 8 704 | 13 144 | 15 816 | 20 889 | 23 644 | 25 191 | 26 442 | 26 795 | 27 218 |

Pyramide des âges en 2009
| Hommes | Classe d’âge | Femmes |
| ------ | ------------ | ------ |
| 0,2    | 90 ans ou +  | 0,9    |
| 3,4    | 75 à 89 ans  | 5,5    |
| 12,4   | 60 à 74 ans  | 12,1   |
| 23,3   | 45 à 59 ans  | 22,5   |
| 21,0   | 30 à 44 ans  | 21,7   |
| 18,2   | 15 à 29 ans  | 16,7   |
| 21,6   | 0 à 14 ans   | 20,5   |

| Hommes | Classe d’âge | Femmes |
| ------ | ------------ | ------ |
| 0,3    | 90 ans ou +  | 0,8    |
| 4,4    | 75 à 89 ans  | 6,7    |
| 11,3   | 60 à 74 ans  | 11,9   |
| 19,9   | 45 à 59 ans  | 20,0   |
| 21,9   | 30 à 44 ans  | 21,4   |
| 20,6   | 15 à 29 ans  | 19,2   |
| 21,7   | 0 à 14 ans   | 20,0   |

## Organisation

### Siège
Le siège de l'intercommunalité est à Briis-sous-Forges, 615 rue Fontaine de Ville.

### Élus
La communauté d'agglomération est administrée par son conseil communautaire, composé pour la mandature 2020-2026 de 35 conseillers municipaux répartis sensiblement en fonction de la population de chaque commune, comme suit :

- 9 délégués pour Limours.

- 5 délégués pour Briis-sous-Forges et Forges-les-Bains ;

- 2 délégués pour Angervilliers, Fontenay-les-Briis, Gometz-la-Ville, Les Molières et Saint-Maurice-Montcouronne ;

- 1 délégué pour Boullay-les-Troux, Courson-Monteloup, Janvry, Pecqueuse, Saint-Jean-de-Beauregard et Vaugrigneuse.
À la suite des élections municipales de 2020 dans l'Essonne,  le conseil communautaire du 15 juillet 2020 a élu en son sein sa nouvelle présidente, Dany Boyer, maire d'Angervilliers, ses 8 vice-présidents, qui sont :
1. Chantal Thiriet, maire de Limours, déléguée à l'emploi, au social et au logement ;
2. William Berrichillo, maire de Saint-Maurice Montcouronne, délégué à l'organisation des transports (hors liaisons douces) et au développement économique ;
3. Edwige Huot-Marchand, maire de Gometz-la-Ville, déléguée à la culture, au patrimoine, au tourisme et à l'égalité Femme/Homme :;
4. Jean-Marc Delaître, maire de Pecqueuse, délégué aux finances et à la mutualisation ;
5. Séverine Martin, maire de Forges-les-Bains, déléguée à l'éducation : petite enfance, enfance, jeunesse, prévention, scolaire :
6. François Frontera, maire de Saint-Jean de Beauregard, délégué aux liaisons douces, travaux et entretien du patrimoine bâti et non bâti
7. Alain Artoré, maire de Courson-Monteloup, délégué aux réseaux, énergies et grands projets :
8. Thierry Degivry, maire de Fontenay-lès-Briis, délégué à l'environnement (hors énergies renouvelables) et PCAET :

Le bureau pour la mandature 2020-2026,  qui est chargé de la gestion quotidienne de la communauté de communes, est constitué de la présidente, des vice-présidents et de cinq autres membres.
Selon Bernard Vera, l'ancien président qui critique les débuts de son successeur, « pour  la  première  fois  dans  l’histoire  de  la  CCPL  cinq  communes, représentant  30%  de  la population, sont écartées en raison de leur vote lors de l’élection du Président. Pour la première fois, un  Président  ne  choisit  pas  un  1er Vice-Président  de  la  tendance  politique  opposée  à  la sienne. Pour la première fois, des Maires sont écartés des postes de Vice-Présidents en raison de leur sensibilité politique différente de celle du Président ».

### Liste des présidents
| Période                                  | Période                       | Identité             | Étiquette | Qualité |
| ---------------------------------------- | ----------------------------- | -------------------- | --------- | --- |
| Les données manquantes sont à compléter. |                               |                      |           | |
| 1991                                     | 2014                          | Christian Schoettl   | DVD       | Maire de Janvry (1984 → ) |
| 2014                                     | 2017                          | Jean-Raymond Hugonet | LR        | Producteur-Éditeur Sénateur de l'Essonne (2017 → ) Maire de Limours (2001 → 2017) Démissionnaire à la suite de son élection comme sénateur                                  |
| novembre 2017                            | juillet 2020                  | Bernard Vera         | PCF       | Professeur d'éducation physique et sportive Maire (2001 → 2016) puis conseiller municipal (2016 → ) de Briis-sous-Forges Sénateur de l'Essonne (2004 → 2011 et 2016 → 2017) |
| juillet 2020                             | En cours (au 15 octobre 2020) | Mme Dany Boyer       | SE        | Maire d'Angervilliers (2014 → ) Conseillère départementale de Dourdan (2015 → )                                                                                             |

### Compétences
L'intercommunalité exerce les compétences qui lui ont été transférées par les communes membres, dans les conditions fixées par le code général des collectivités territoriales. Il s'agit du développement économique et l’aménagement du territoire,ainsi que l'organisation des transports en commun, la gestion des lieux d'accueil des gens du voyage, la gestion des équipements sportifs et culturels et la collecte et traitement des ordures ménagères[réf. nécessaire].

### Régime fiscal et budget
La Communauté de communes est un établissement public de coopération intercommunale à fiscalité propre.
Afin de financer l'exercice de ses compétences, l'intercommunalité perçoit la fiscalité professionnelle unique (FPU) – qui a succédé à la taxe professionnelle unique (TPU) – et assure une péréquation de ressources entre les communes résidentielles et celles dotées de zones d'activité. Elle bénéficie également d'une bonification de la dotation globale de fonctionnement (DGF).

### Identité visuelle
| Logotype de la communauté de communes du pays de Limours | La communauté de communes du pays de Limours s’est dotée d’un logotype. |